# 갯강구
갯강구는 갯강구과에 속하는 동물이다. 학명은 Ligia exotica이다.
몸길이 3 ~ 4.5cm이며 몸빛깔은 황갈색 또는 흑갈색이다. 몸은 타원형이고 등쪽이 약간 융기하였다. 머리에는 긴 제2더듬이와 큰 눈이 있다. 가슴마디는 일곱 마디로 몸의 3분의 2를 차지하며, 복부는 꼬리마디와 함께 여섯 마디이다. 꼬리발은 길게 두 갈래이다. 알은 암컷의 수정관 속에서 정자와 수정되며, 육방(알주머니) 속에서 자란다. 알은 부화하여 망카유생을 거쳐 성체로 자라는데, 이 유생 시기에 어미의 몸을 떠난다. 몸의 앞쪽을 먼저 탈피하고, 다음에 뒤쪽을 탈피한다.
떼를 지어 살며 밤에는 한 곳에 모여 쉬고, 잡식성으로 아침에 줄을 지어 나가 바위 등에 버려진 것을 먹는다. 해변의 바위나 축축한 곳에 살지만 물 속에서는 살 수 없다. 낚시 미끼로 쓰인다. 아시아와 유럽 등지의 해변에 널리 분포한다.

## 참고 자료
- 이 문서에는 다음커뮤니케이션(현 카카오)에서 GFDL 또는 CC-SA 라이선스로 배포한 글로벌 세계대백과사전의 내용을 기초로 작성된 글이 포함되어 있습니다.